# Aquilla (Texas)
Aquilla es una ciudad ubicada en el condado de Hill en el estado estadounidense de Texas. En el Censo de 2010 tenía una población de 109 habitantes y una densidad poblacional de 148,71 personas por km².

## Geografía
Aquilla se encuentra ubicada en las coordenadas 31°51′14″N 97°13′11″O / 31.85389, -97.21972. Según la Oficina del Censo de los Estados Unidos, Aquilla tiene una superficie total de 0.73 km², de la cual 0.73 km² corresponden a tierra firme y (0.35%) 0 km² es agua.

## Demografía
Según el censo de 2010, había 109 personas residiendo en Aquilla. La densidad de población era de 148,71 hab./km². De los 109 habitantes, Aquilla estaba compuesto por el 92.66% blancos, el 0.92% eran afroamericanos, el 5.5% eran amerindios, el 0% eran asiáticos, el 0% eran isleños del Pacífico, el 0% eran de otras razas y el 0.92% pertenecían a dos o más razas. Del total de la población el 2.75% eran hispanos o latinos de cualquier raza.